# Hexabiblos

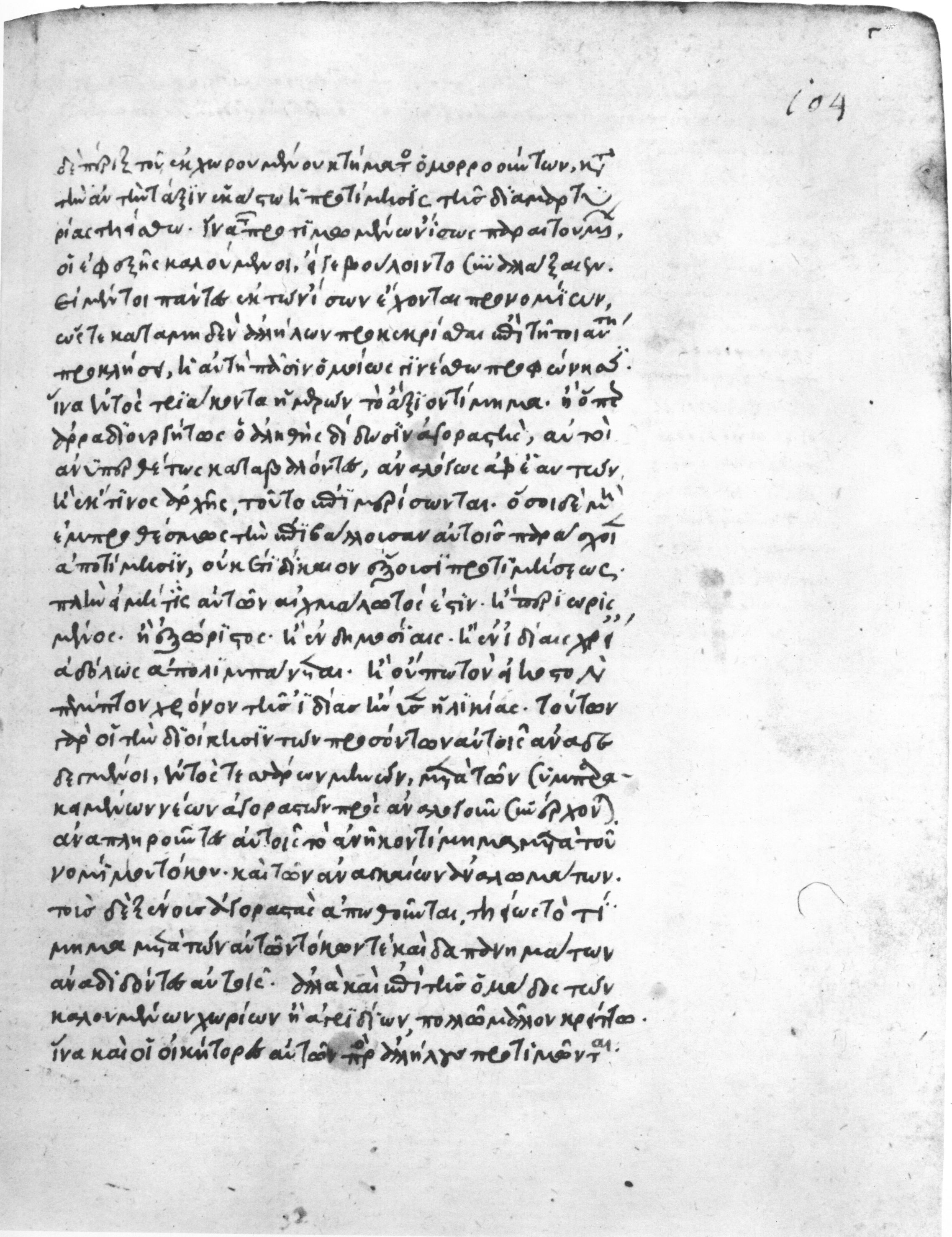
Die Hexabiblos in der 1359 geschriebenen Handschrift Venedig, Biblioteca Marciana, Gr. 183, fol. 104r

Die Hexabiblos (altgriechisch ἡ Ἑξάβιβλος ‚Schrift in sechs Büchern‘) ist das Hauptwerk des byzantinischen Juristen Konstantinos Harmenopoulos, das 1345 in Thessaloniki vollendet wurde.

## Beschreibung
Es handelt sich um eine – in annähernd 70 Handschriften überlieferte – Kompilation des gesamten weltlichen Rechts der Byzantiner auf der Grundlage des Prochiron mit Ergänzungen aus mehreren anderen Rechtsquellen, etwa einigen Kaisernovellen, der Schrift des Architekten Iulianos von Askalon, dem Eparchenbuch Leo des Weisen, der Peira, dem Rechtsbuch des Michael Attaleiates, der Synopsis (Basilicorum) maior und der Synopsis minor. Vornehmlich verarbeitet sind direkt oder indirekt die in den Basiliken verkürzt gefassten justinianischen Kompilationen des Codex und der Digesten aus dem Corpus iuris.
Die Rechtsquellen sind nicht in ihrer Legalfolge geordnet, sondern nach einer für Harmenopoulos stichhaltigen Sachlogik. Die Einteilung des Werkes, dem ein umfangreicher Prolog vorausgeht, entspricht im Großen und Ganzen dem (erst im 19. Jahrhundert entwickelten) Pandektensystem: „Allgemeiner Teil“ (Buch 1), Sachenrecht (Buch 2), Schuldrecht (Buch 3), Familienrecht (Buch 4), Erbrecht (Buch 5) und Strafrecht (Buch 6).
Das Werk, dem vermutlich bereits der Autor einige Anhänge hinzufügte (u. a. selbst bearbeitete Fassungen der Donatio Constantini und des Nomos Georgikos), wurde schon bald scholiiert und insbesondere in der sogenannten Hexabiblos aucta stark erweitert. Die von der justinianischen Rechtsforschung als anspruchsflaches und verkürztes Werk entlarvte Hexabiblos blieb bisweilen auch unter der osmanischen Herrschaft in Gebrauch und erhielt spätestens 1835 Rechtskraft für das neu gegründete Königreich Griechenland; erst 1946 wurde sie durch das damals in Kraft getretene neue griechische Zivilgesetzbuch (Astikos Kodikas beziehungsweise Kodix) abgelöst.

## Editionen
- Théodoric Adamée de Suallemberg (Paris 1540, editio princeps)
- Denis Godefroy (Genf 1587)
- Wilhelm Otto Reitz (Den Haag 1780)
- Gustav Ernst Heimbach (Leipzig 1851, Ndr. Aalen 1969, maßgebliche Edition)
- Konstantinos G. Pitsakes (Athen 1971)

## Übersetzungen
ins Lateinische:
- Bernhard von Rey (Köln 1547, Lyon 1549, Köln 1556)
- Jean Mercier (Lyon 1556, Lausanne 1580, Genf 1587)
- Wilhelm Otto Reitz (Den Haag 1780)

ins Deutsche:
- Justinus Gobler, Handbuch, Vnd außzug Kayserlicher vnd Bürgerlicher Rechten […]  (Frankfurt am Main 1564 / Feyerabend und Hüter) [VD16: C 4947]
- dasselbe (Frankfurt am Main 1566 / Egenolff) [VD16: C 4948] Digitalisat
- dasselbe (Frankfurt am Main 1576 / Egenolff) [VD16: C 4949]